# Darion
Darion is een klein dorp in de Belgische provincie Luik en een deelgemeente van de gemeente Geer. Het was een zelfstandige gemeente tot het bij de fusie van 1977 toegevoegd werd aan de gemeente Geer.
Darion ligt in Droog-Haspengouw op 2 kilometer ten zuidoosten van de dorpskom van Geer. De Jeker vormt de noordgrens van de deelgemeente. De dorpskom van Darion die net ten zuiden van de Jeker ligt sluit aan op deze van Ligney. Darion is een landbouwdorp met vooral veeteelt.

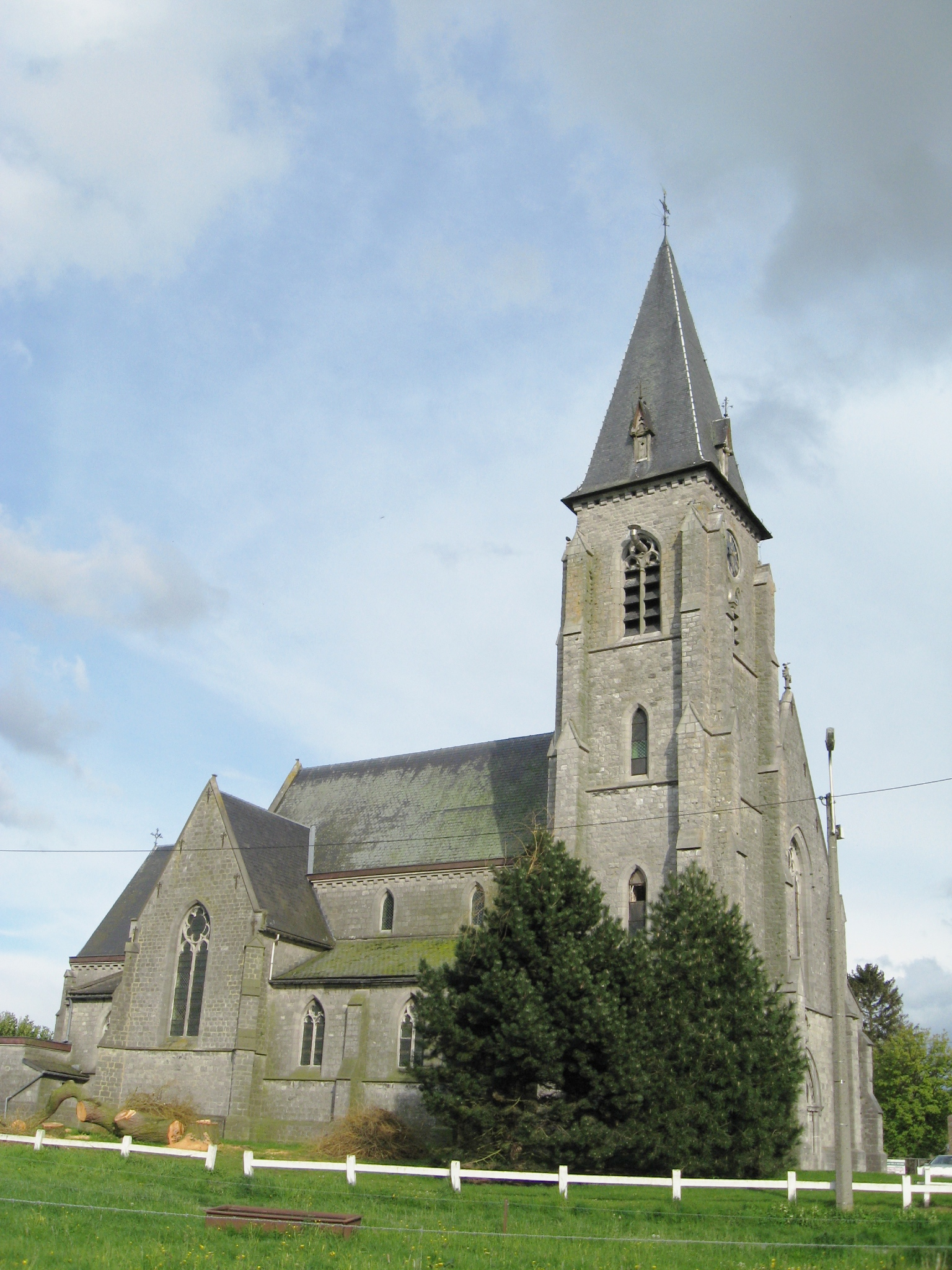
De Sint-Martinuskerk

## Geschiedenis
Darion was een heerlijkheid dat een leen was van het prinsbisdom Luik. De heer van het dorp was dezelfde als deze van Boëlhe en Hollogne-sur-Geer. De parochie is toegewijd aan Sint-Martinus en werd reeds vroeg gesticht. Het begevingsrecht was in handen van het kapittel van de Sint-Janskerk te Luik. De parochie omvatte naast het dorp zelf ook het buurdorp Ligney en het gehucht Le Manil van Hollogne-sur-Geer. Tot op de dag van vandaag zijn de kapellen van beide plaatsen afhankelijk van de parochie Darion.

## Bezienswaardigheden
- De Sint-Martinuskerk is een neogotisch kerkgebouw van 1886. De kerk werd gebouwd ter vervanging van een oudere kerk.
- De pastorie uit 1776.
- Op het kerkhof staat de Chapelle du Crucifix uit 1590. Dit is het koor van de vroegere kerk, die in 1890 werd gerestaureerd. De kapel werd in 1977 beschermd als monument.

## Natuur en landschap
Darion ligt nabij de Jeker. De hoogte aan de kerk bedraagt 129 meter.

## Demografische ontwikkeling
- Bronnen:NIS, Opm:1831 tot en met 1970=volkstellingen, 1976= inwoneraantal op 31 december

## Nabijgelegen kernen
Ligney, Hollogne-sur-Geer, Omal
Deelgemeenten: Boëlhe · Darion · Geer · Hollogne-sur-Geer · Lens-Saint-Servais · Ligney · Omal

Belgische gemeenten · arrondissement Borgworm · provincie Luik · Wallonië